# Helmuth Macke

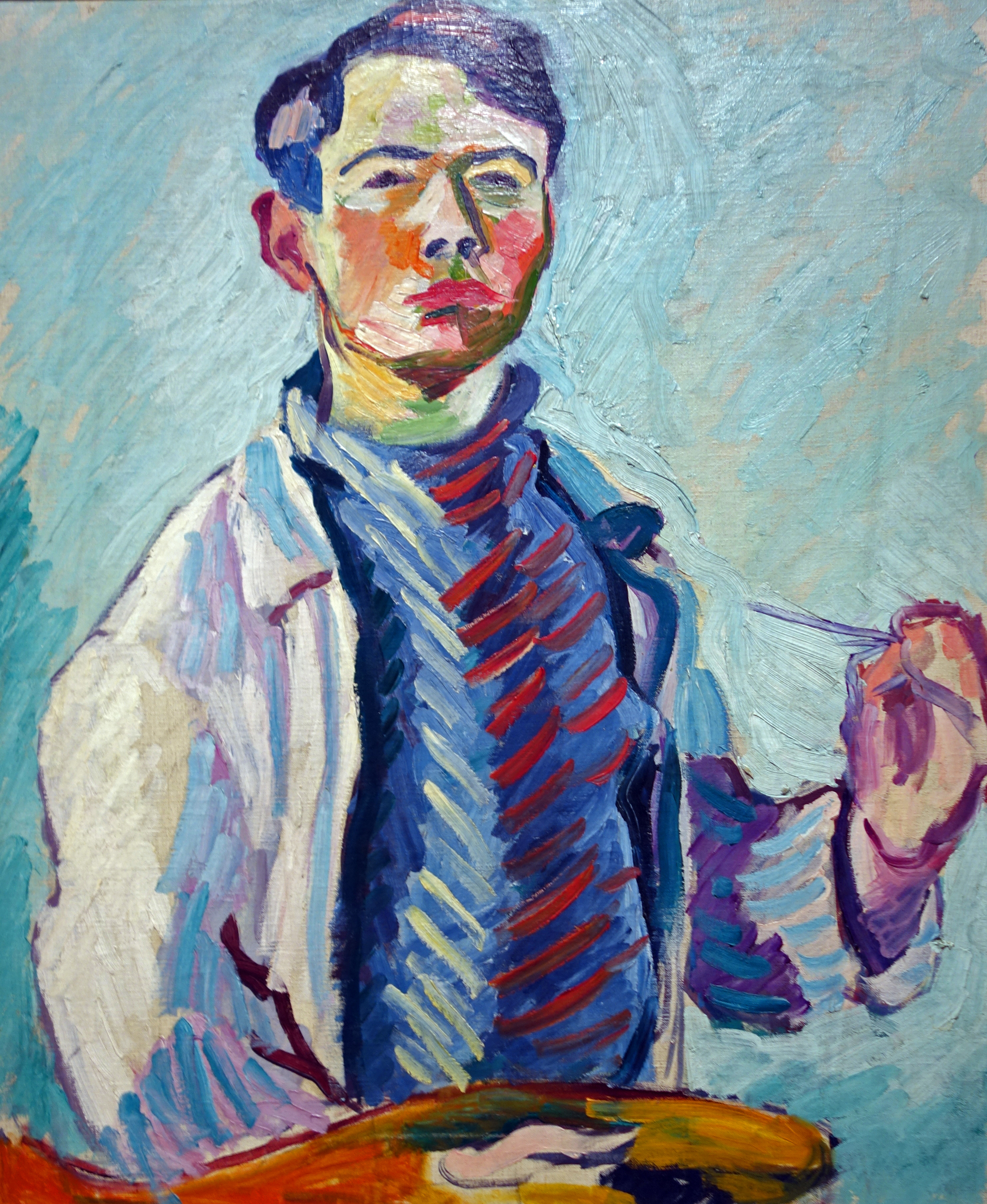
Selbstporträt mit Palette, um 1910/11

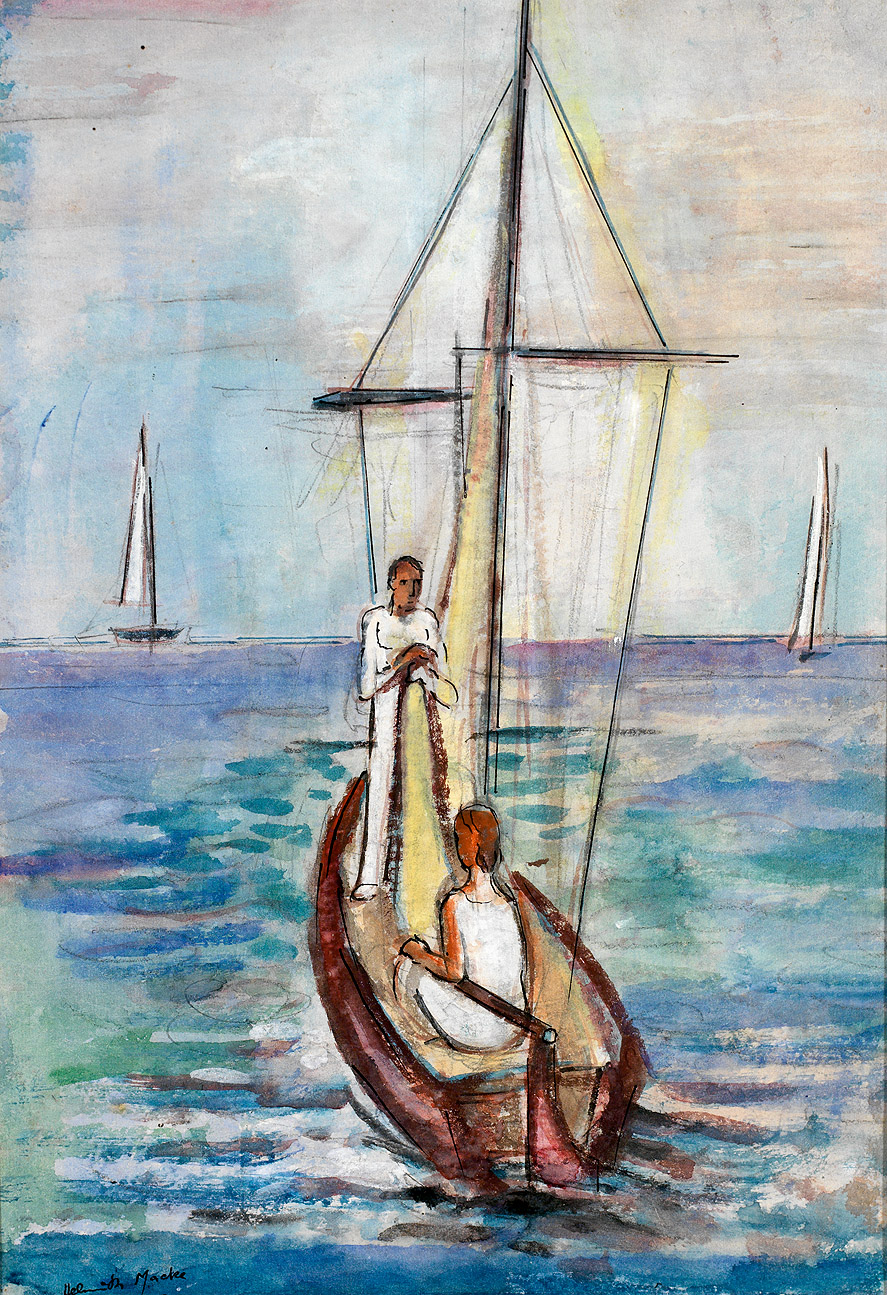
Helmuth Macke: Segelboot auf dem Bodensee, 1934

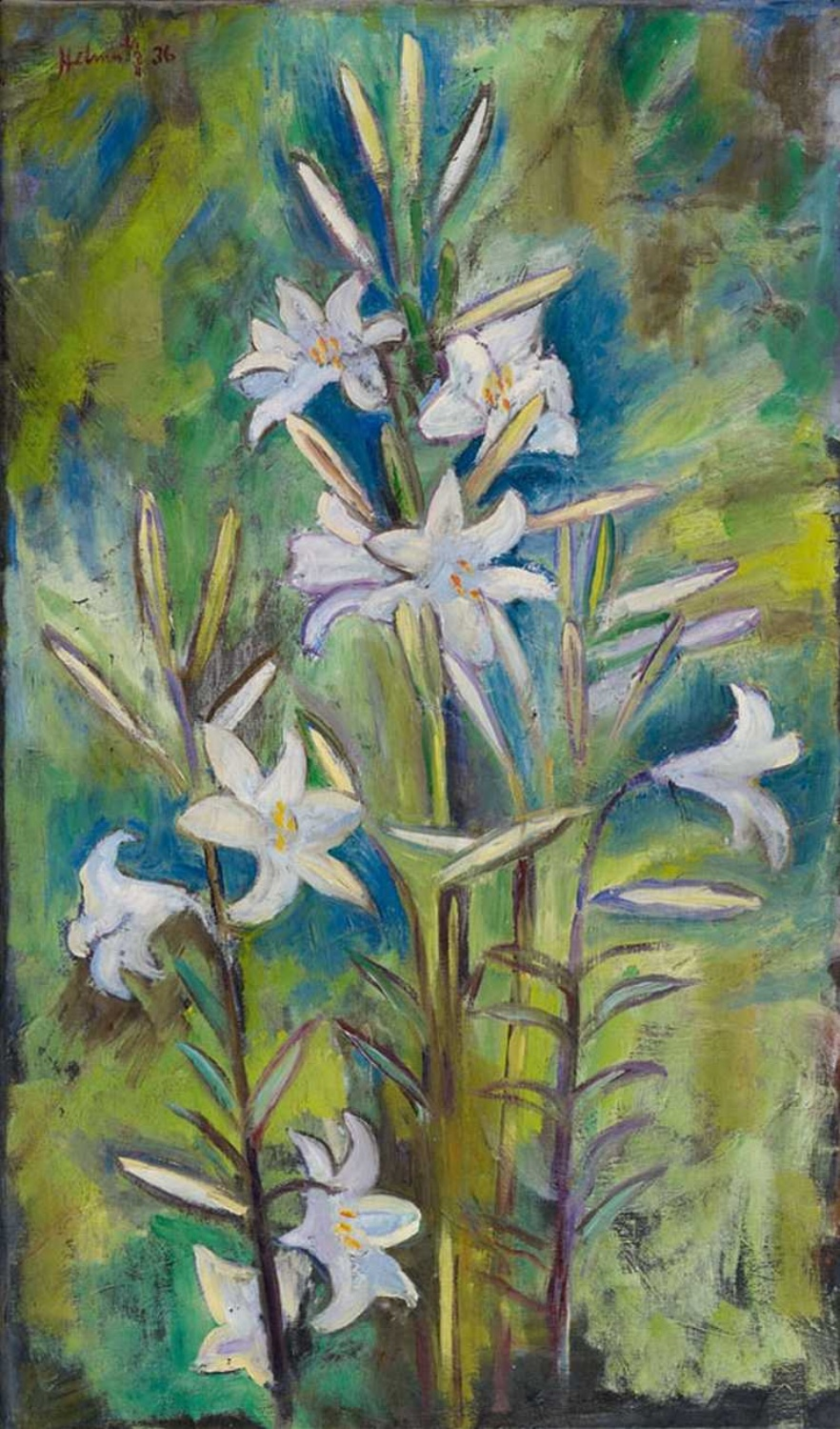
Helmuth Macke: Weiße Lilien, 1936

Helmuth Macke (* 28. Juli 1891 in Krefeld; † 8. September 1936 in Hemmenhofen) war ein deutscher Maler. Er war ein Vetter des Malers August Macke und bewegte sich künstlerisch zwischen Konstruktivismus und Abstraktion.

## Leben und Werk
Helmuth Macke studierte in den Jahren 1906 bis 1909 bei dem niederländischen Künstler Jan Thorn-Prikker an der Handwerker- und Kunstgewerbeschule Krefeld, heute Hochschule Niederrhein. Zu seinen Mitschülern gehörten unter anderem Heinrich Campendonk und Walter Giskes, mit denen er sich ab 1908 ein Atelier teilte. 1909 lernte er Franz Marc am Tegernsee kennen. Marc, der ihm nicht nur die Mitglieder der Neuen Künstlervereinigung München vorstellte, überließ ihm 1910 zudem seine Sommerwohnung in Sindelsdorf.
In den Jahren 1910 bis 1911 hatte er Kontakt zum Kreis des Blauen Reiters und lernte 1912 in Berlin über Erich Heckel auch die Mitglieder der Brücke kennen. Beim Ersten Deutschen Herbstsalon 1913 in Berlin wurden von ihm die Bilder Badende und Liebesgarten gezeigt. Ab 1925 hielt er sich bis 1933 in Krefeld und Bonn auf und stand im engen Kontakt zu Heinrich Campendonk und Wilhelm Wieger.
Eine Unterbrechung bedeutete ihm 1930 ein „mehrmonatiger Aufenthalt in Ascona“, wo er auf Christian Rohlfs und Marianne von Werefkin traf, mit denen er eng zusammenarbeitete. Im August 1930 widmete er eine Tessiner Landschaft der Tochter von Alfred Mayer, einem Mäzen im Umkreis des Blauen Reiters. Im Frühjahr 1931 wurde Helmuth Macke als „erwerbsmäßiger Ausländer“ aus der Schweiz ausgewiesen, weil er einige seiner Aquarelle verkauft hatte. Danach kehrte er nach Krefeld zurück.
Dort schuf er für den Industriellen Karl Gröppel (siehe Westfalia Dinnendahl Gröppel) das Blaue Zimmer, welches 2012 wiederentdeckt und nach einer Restaurierung in der Krefelder Villa Goecke gezeigt wurde.
Helmuth Macke war Mitglied im Deutschen Künstlerbund. Im Sommer 1929 nahm er an der DKB-Jahresausstellung im Kölner Staatenhaus teil, wo er ein Mädchenportrait und eine Dünenlandschaft zeigte. Im selben Jahr erhielt Macke den Rom-Preis der Villa Massimo. Während seines Rom-Aufenthaltes verkehrte er mit Karl Schmidt-Rottluff, Georg Schrimpf und Heinrich Ehmsen.
Seit 1933 lebte er in Hemmenhofen am Bodensee, in dem er bei einem Segelausflug am 8. September 1936 ertrank.

## Werke (Auswahl)
- 1934: Weiler am Bodensee mit Schienerberg, Öl auf Leinwand, Kaiser-Wilhelm-Museum in den Kunstmuseen Krefeld

## Ehrungen
- 1929: Rom-Preis